# Headline
Headline é um filme de suspense produzido no Reino Unido em 1944, dirigido por John Harlow, com roteiro de Maisie Sharman e Ralph Bettinson baseado no romance The Reporter, de Ken Attiwill.